# Izuna: The Legend of the Ninja
Izuna: The Legend of the Ninja (降魔霊符伝イヅナ, Gōma Reifu Den Izuna) est un jeu vidéo de type action-RPG et dungeon crawler développé et édité par Success, sorti en 2006 sur Nintendo DS.
En Amérique du Nord, le jeu s'appelle Izuna: Legend of the Unemployed Ninja. Il a pour suite Izuna 2: The Unemployed Ninja Returns.

## Accueil
- 1UP.com : B[1]
- Eurogamer : 6/10[2]
- Game Informer : 3,5/10[3]
- GameSpot : 6,7/10[4]
- GameZone : 7,5/10[5]
- IGN : 6,9/10[6]
- Nintendo Power : 6,5/10[7]